# جوش جاكسون (لاعب دوري الرغبي)
جوش جاكسون (بالإنجليزية: Josh Jackson)‏ هو لاعب دوري الرغبي أسترالي، ولد في 8 يناير 1991 في Gulgong ‏ في أستراليا.

## روابط خارجية
- جوش جاكسون على موقع ItsRugby.co.uk (الإنجليزية)